# Classification sismique en Italie
 (juin 2024).
Si vous disposez d'ouvrages ou d'articles de référence ou si vous connaissez des sites web de qualité traitant du thème abordé ici, merci de compléter l'article en donnant les références utiles à sa vérifiabilité et en les liant à la section « Notes et références ».
 (octobre 2024).
Le contenu est difficilement compréhensible vu les erreurs de traduction, qui sont peut-être dues à l'utilisation d'un logiciel de traduction automatique.
La classification sismique en Italie est la subdivision du territoire de la république italienne en zones spécifiques, caractérisées par un risque sismique commun.

## Classification sismique

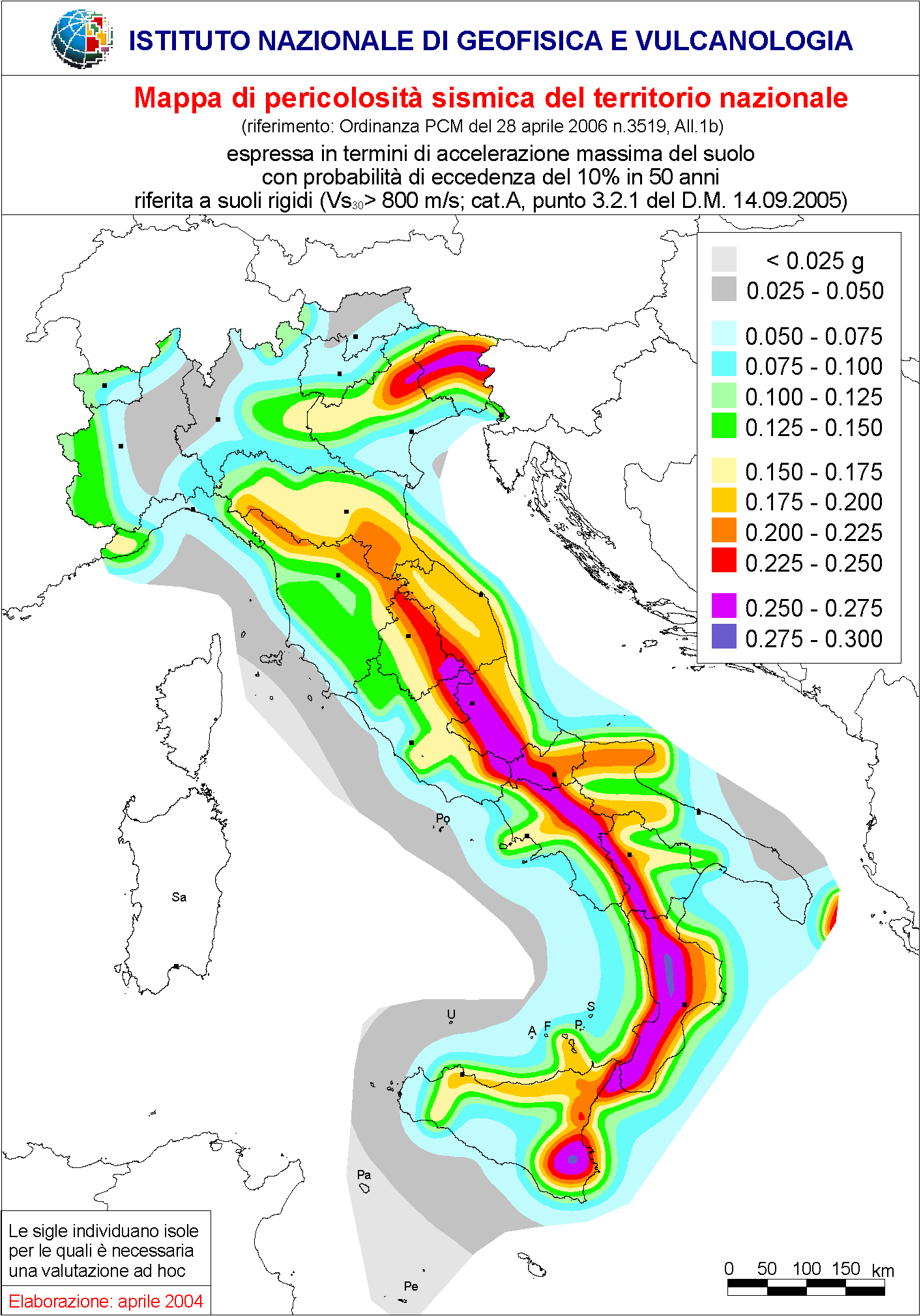
Carte de l'aléa sismique du territoire italien, établie par l'Institut national de géophysique et de volcanologie (INGV, 2004), exprimé en accélération maximale du sol.

Les premières normes sont : la loi du 5 novembre 1971 « Norme pour la discipline des œuvres en ciment aggloméré, normal, compressé et structure métallique » et la Loi du 2 février 1974 no 64 « Prévoyances pour les constructions avec prescriptions particulières pour les zones sismiques » .
Le D.M. LL.PP. du 19 mars 1982, classifiait de manière très générique le territoire national en zones à bas et haut risque sismique. Aujourd'hui, sont en vigueur les nouvelles normes NTC 2008 qui définissent de manière diverse la sismologie de chaque zone d'Italie.
Par l'ordonnance P.C.M. no 3274 du 20 mars 2003, modifiée le 16 janvier 2006 avec les indications des régions, étaient délégués les autorités locales pour mener à bien la classification sismique de chaque municipalité, dans les moindres détails, afin de prévenir tout cas de dommages aux bâtiments et aux personnes à la suite d'un tremblement de terre. En outre, selon la zone de classification sismique, les nouveaux bâtiments construits dans une municipalité donnée, ainsi que ceux déjà en existence pendant les phases de restructuration, doit s'adapter aux règlements correspondants en vigueur dans le domaine du bâtiment
Selon la disposition législative de 2003, les municipalités italiennes ont été classées en quatre grandes catégories, en fonction de leur risque sismique, calculé conformément au [accélération PGA (Pique d’accélération au sol) et la fréquence et l'intensité des événements. La classification des municipalités est constamment mise à jour au fur et à mesure que de nouvelles études soient menées sur un territoire donné, mise à jour pour chaque municipalité de la région.
- Zone 1 : sismicité haute, PGA outre 0,25 g. Comprend 708 communes.
- Zone 2 : sismicité moyenne, PGA entre 0,15 et 0,25 g. Comprend 2 345 communes (en Toscane quelques communes tombent dans la zone 3S avec les mêmes obligations que la zone 2).
- Zone 3 : sismicité basse, PGA entre 0,05 et 0,15 g. Comprend 1 560 communes.
- Zone 4 : sismicité très basse, PGA inférieur à 0,05 g. Comprend 3 488 communes.

Parmi eux, la zone 1 est celle de dangerosité plus élevée, être en mesure de vérifier les événements très forts, aussi le type de catastrophe. Un risque est également la zone 2 (zone 3S et la Toscane), où les événements sismiques, bien que de moindre intensité, peuvent causer des dommages graves. La zone 3 est caractérisée par une sismicité faible, cependant, que dans des contextes particuliers géologique amplifié peut voir ses propres effets, comme dans le cas de tremblement de terre de Tuscania de 1971 (la municipalité est classée dans ce domaine). Enfin, la zone 4 est celle de plus faible risque sismique, il peut y avoir des chocs sporadiques qui peuvent causer des dégâts, avec une probabilité très faible.
La législation antérieure sur les bâtiments dans les zones sismiques (Publique DM Works du 16 janvier 1996) a divisé le pays dans les zones sismiques suivantes :
- zone de catégorie I (S=12) ;
- zone de catégorie II (S=9) ;
- zone de catégorie III (S=6) ;
- zone non classifiée.

Le décret ministériel (DM) du 14 janvier 2008 (normes techniques pour la construction) a mis en place une nouvelle méthodologie pour définir les aléas sismiques d'un site et, par conséquent, la conception parasismique des nouvelles constructions et pour les opérations d'adéquation des bâtiments existants.
Le territoire national a été divisé par un maillage de points remarquables, au pas de 10 km, pour chacun desquels sont connus les paramètres nécessaires à la construction des spectres de réponse pour les différents stades de référence, parmi lesquels, le PGA. Par un processus d'interpolation entre les données des quatre points de la grille les plus proches du site en question, il est possible de tracer les caractéristiques spectrales du secteur spécifique, comme données nécessaires pour la conception structurelle.
Parmi les critiques à l'égard de la méthodologie décrite ci-dessus, il ressort les suivants :
- complexité excessive de la méthode, par rapport à la modélisation d'un phénomène qui, à ce jour, est caractérisée par un haut degré d’interprétation aléatoire et conventionnelle ;
- incohérences possibles entre les «anciens» de classification (OPCM 3274), toujours en vigueur à des fins administratives, et la nouvelle méthode de calcul de l'action sismique. Par exemple, dans certaines zones précédemment classées dans la zone 4, le PGA calculé en fonction du DM 14 janvier 2008 dépasse 0,05 g.

L'accélération maximale du sol (PGA) est la mesure de l'accélération maximale du sol induite par le séisme et enregistrée par les accéléromètres. Contrairement à l'échelle de Richter, qui ne mesure que la magnitude globale d'un séisme, le PGA mesure l'intensité d'un séisme dans une seule zone géographique. Le PGA peut être considéré comme une mesure instrumentale de ce que mesure l’échelle de Mercalli avec ce que les survivants ont rapporté sur la gravité du tremblement de terre. Normalement, la valeur du PGA et celle de l'échelle de Mercalli sont bien corrélées. Le PGA peut être mesuré en cm/s² ou en m/s², bien que le plus souvent la valeur soit exprimée en multiples de l'accélération de la gravité g.

## Districts sismiques en Italie
Le territoire italien est actuellement divisé en 174 districts sismiques, inclus ceux de la mer, zone sismique définie par une dénomination spécifique utile pour localiser la zone où se trouve l'épicentre d’un tremblement de terre.